# As Seen Through a Telescope
As Seen Through a Telescope (Vista da un telescopio) è un film del 1900 di George Albert Smith, uno dei primi registi del cinema inglese, appartenente alla scuola di Brighton.

## Trama
Un uomo in una strada sta guardando con un cannocchiale e l'inquadratura soggettiva mostra a più riprese, staccando dall'inquadratura principale (il "piano d'insieme"), quello che si vede dallo strumento: un uomo che allaccia una calzatura a una signora, accarezzandola maliziosamente (si vede solo il dettaglio della scarpa e la caviglia entro un mascherino rotondo).
L'uomo che guarda si mette poi a sedere, ma il passante che aveva allacciato la scarpa, passandogli poi accanto (lo si riconosce dalla bicicletta che si vedeva nella soggettiva), lo riconosce e gli molla uno scapaccione che lo fa finire in terra.

## Produzione
Il film, dell'epoca pionieristica, è particolarmente importante nella storia del cinema perché è il primo, con Grandma's Reading Glass, a presentare un'inquadratura soggettiva, cioè una ripresa cinematografica dove si mostri "soggettivamente" quello che sta vedendo uno dei personaggi.
L'uso della soggettiva è un po' meno rudimentale che in Grandma's Reading Glass, con l'oggetto dell'inquadratura presentato come verosimilmente si doveva vedere dal cannocchiale. Vi si può notare come il cinema inglese fin dalle origini nascondesse nella trama quasi sempre un messaggio di educazione e di moralismo, influenzato dalla morale vittoriana: in questo caso il messaggio è, come ad esempio in The Big Swallow, "non importunare i passanti".